# Спільні зусилля у галузі соціального забезпечення, освіти та визволення
Спільні зусилля у галузі соціального забезпечення, освіти та визволення (Об'єднаний похід за статок, освіту та визволення; англ. New Joint Endeavor for Welfare, Education, and Liberation — New JEWEL Movement) — гренадський ліворадикальний рух, утворений 11 березня 1973 року в результаті об'єднання руху ДЖУЕЛ (Joint Endeavour for Welfare, Education, and Liberation), Національної партії Гренади (Grenada National Party) та кількох невеликих суспільно-політичних організацій.
Новий рух очолив правник Моріс Бішоп.

## Історія
1979 року, після повалення уряду Еріка Гейрі, партія сформувала Народний революційний уряд, який у свою чергу було повалено у жовтні 1983 в результаті інтервенції США до Гренади.
У червні 1984 року прибічники ДЖУЕЛ, Народного революційного уряду й особисто Моріса Бішопа створили Патріотичний рух імені Моріса Бішопа.